# Hirvijärvi (sjö i Juupajoki, Birkaland)
Hirvijärvi är en sjö i kommunen Juupajoki i landskapet Birkaland i Finland. Sjön ligger 114,6 meter över havet. Arean är 73 hektar och strandlinjen är 7,23 kilometer lång. Sjön  ingår i Kumo älvs huvudavrinningsområde.   Den ligger omkring 55 km nordöst om Tammerfors och omkring 190 km norr om Helsingfors. 